# Iphiaulax pravus
Iphiaulax pravus är en stekelart som beskrevs av Szepligeti 1914. Iphiaulax pravus ingår i släktet Iphiaulax och familjen bracksteklar. Inga underarter finns listade i Catalogue of Life.